# Малкоч-бег
Дугални Малкоч-бег Караосманић (умро 1565. године) је био клишки и херцеговачки санџак-бег од 1552. до 1557. године, босански беглербег од 1557. до 1562. и темишварски санџак-бег.

## Биографија
Рођен је у селу Дуга код Прозора. Година рођења није поуздана. Ради лакшег упадања у Хрватску, Далмацију, Славонију и Крањску, пренео је средиште из Сарајева у Бању Луку. У својим продорима у те земље немилосрдно их је пљачкао и пустошио. У рату са Угарском учествује у спаљивању градова Немети и Сатмар. У Аустријско-турском рату (1551-1562) осваја Костајницу и Новиград 1556. године и отвара пут за продирање у Поуње и Покупје. 